# Stylidiaceae
Stylidiaceae es una familia de angiospermas perteneciente al orden de las Asterales. Comprende seis géneros distribuidos en dos subfamilias con unas 240 especies, la mayoría de las cuales son endémicas de Australia y Nueva Zelanda. Son hierbas o pequeños arbustos que pueden ser caducifolios o perennes. 
El mecanismo de polinización de Stylidium y Levenhookia son únicos y muy especializados.
El número de especies por género (en 2002) son los siguientes: Forstera - 5, Levenhookia - 10, Oreostylidium - 1, Phyllachne - 4, y Stylidium - 221. Estos números, especialmente para Stylidium, cambian rápidamente cuando una nueva especie es descubierta. 
El género Donatia es a veces excluido de  Stylidiaceae y puesto en la familia monotípica  Donatioideae. El sistema APG II recomienda su inclusión en  Stylidiaceae pero puede optarse por la familia Donatiaceae.

## Subfamilias y Géneros
- Stylidioideae
  - Forstera
  - Levenhookia
  - Oreostylidium
  - Phyllachne
  - Stylidium
- Donatioideae
  - Donatia

## Sinonimia
- Candolleaceae F. Muell.
- Donatiaceae B. Chandler